# Msanga (Zambia)
Msanga è un ward dello Zambia, parte della Provincia Orientale e del Distretto di Chipata.